# Котляревський Арсеній Миколайович
Арсе́ній Микола́йович Котляре́вський (2 (15) січня 1910 — 18 грудня 1994) — український органіст, музикознавець, педагог. Заслужений діяч мистецтв України.

## Біографія
Народився в Петербурзі. У 1935 році закінчив Ленінградську консерваторію як музикознавець, а в 1938 році — по класу фортепіано і органа (клас І. А. Браудо).
По закінченні працював у Ташкентській та Ленінградській консерваторіях. 1948 року евакуював із напівзруйнованого Львова недіючий орган у Ташкент. Встановлений в одному з концертних залів Ташкента, цей орган став першим і єдиним на той час у Середній Азії. У 1950 році Котляревський за визначний внесок у розвиток культури республіки був нагороджений Почесною грамотою Узбецької РСР.
У 1951 році був переведений до Львівської консерваторії, де викладав до 1961 року, в різний час займаючи посада завідувача кафедр історії музики та камерного співу. З 1961 по 1968 був ректором Новосибірської консерваторії, завідував кафедрою історії музики.

Надгробок Арсенія Котляревського, Байкове кладовище

З 1970 року працював в Київській консерваторії, де очолив клас органу. Серед учнів Котляревського — Володимир Кошуба, Валерій Михалюк, Віктор Тараман, Ганна Мокрова, Віталій Півнов, Галина Булибенко, Ольга Дмитренко, Валерій Коростельов, Ірина Калиновська, Віктор Гончаренко, Наталія Висіч, Зоя Самосват, Наталія Седун, Сергій Кирилов та інші.

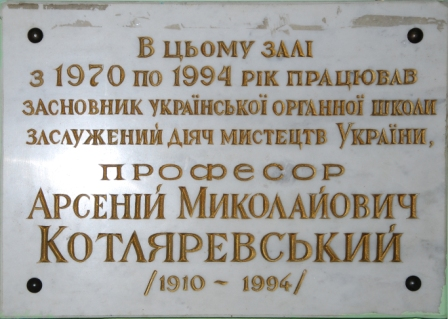
Меморіальна дошка А. Котляревському у приміщенні Київської консерваторії

З ініціативи Котляревського було встановлено і відновлено органи в Донецьку, Києві, Ужгороді, Черкасах та інших містах, створено Республіканський будинок органної та камерної музики, який він і очолив у 1981 році.
Його син, Іван Котляревський (1941—2007) — музикознавець й педагог, доктор мистецтвознавства, професор, член-кореспондент АМУ, заслужений діяч науки і техніки України, член НСКУ. Виховав доньку Василіку (1950—2010).
Помер на 85-му році життя 18 грудня 1994 року. Був кремований, прах похований у колумбарії Байкового кладовища поряд із родиною.